# Microsoft DirectPush
Microsoft DirectPush ist ein Dienst mobiler Geräte (PDAs und Smartphones), die mit dem Betriebssystem Microsoft Windows Mobile ausgestattet sind. Direct Push ermöglicht es, dass im Mobilfunknetz automatisiert neu eintreffende E-Mails von einem Microsoft-Exchange-Server-Postfach auf das mobile Gerät zugestellt werden.
Zudem werden neue oder geänderte Kalendereinträge, Kontakte, Aufgaben und Notizen direkt mit dem Exchangeserver und somit allen damit verbundenen Geräten abgeglichen.
Wenn Direct Push auf dem mobilen Gerät eingeschaltet ist, wird eine GPRS- oder UMTS-Verbindung über das Internet zu einem Exchange Server hergestellt. Es ist nicht möglich, Direct Push über eine WLAN-Verbindung zu nutzen. Jedoch fällt der Datenverkehr bei aktivem Direct Push sehr niedrig aus. So werden beispielsweise zur Aufrechterhaltung der Verbindung nur 14,4 kb pro Tag übertragen, wenn keine E-Mails zugestellt werden. Daher fallen bei Abrechnung über einen Volumentarif kaum Kosten an. Ab der Version 6.0 von Windows Mobile ist es möglich, Direct Push über eine ActiveSync-USB-Verbindung zu verwenden.

## Konfiguration auf dem mobilen Gerät
Die Funktion Direct Push ist in Windows Mobile 5.0 und 6.0 enthalten und wird über den Comm-Manager ein- bzw. ausgeschaltet. Bevor Direct Push verwendet werden kann, muss in ActiveSync auf dem mobilen Gerät eine Verbindung zu einem Exchange-Postfach eingerichtet werden. Die Verbindung zum Exchange-Server kann über HTTPS abgesichert werden. Dazu ist es erforderlich, ein Sicherheitszertifikat auf dem mobilen Gerät zu installieren.

## Exchange-Server Konfiguration
Die Direct Push Funktionalität ist ab dem Exchange Server 2003 verfügbar. Konfiguriert wird dieser Dienst an 3 Stellen auf dem/den Server(n).
1. Dem Exchange System-Manager, bei dem die generelle Unterstützung für mobile Geräte aktiviert sein muss.
2. Dem Benutzerkonto im Active Directory (ADS), in welchem die Unterstützung von mobilen Geräten dem Postfachbesitzer erlaubt wird.
3. Dem Internet Information Server (IIS), in dem ein Serverzertifikat eingerichtet und die Verbindung über HTTPS konfiguriert wird.